# 小平市立小平第十五小学校
小平市立小平第十五小学校（こだいらしりつ こだいらだいじゅうごしょうがっこう）は、東京都小平市にある公立小学校である。略称は小平十五小（こだいらじゅうごしょう）、十五小（じゅうごしょう）。2025年5月1日現在の児童数は532名。

## 沿革
- 昭和44年
  - 5月 - 開校 ／ 初代校長に圓谷勇が着任
  - 8月 - 現校舎に移転南校舎落成
- 昭和45年
  - 4月 - 小平一小より74名転入学
  - 8月 - プール竣工
- 昭和46年
  - 3月 - 第一回卒業式・卒業生33名
  - 4月 - 北校舎東側増築竣工
- 昭和47年10月 - 小平市研究推進校発表
- 昭和49年
  - 2月 - 校章制定
  - 4月 - 体育館竣工
  - 5月 - 北校舎増築竣工
- 昭和50年
  - 3月 - 校歌制定
  - 6月 - 焼釜設置（充吾庵窯）
- 昭和52年4月 - 二代校長・小松原功得 着任
- 昭和53年4月 - 小平四小より25名転入学
- 昭和54年
  - 4月 - 三代校長・村上稔 着任
  - 5月 - 開校十周年記念式典挙行
- 昭和58年4月 - 四代校長・輿石修一 着任
- 昭和60年6月 - 職員室冷房機設置
- 昭和61年4月 - 五代校長・篠山 隆 着任
- 昭和62年8月 - 校舎外壁塗装工事完了
- 平成元年
  - 5月 - 体育館つり下げバスケット
  - 11月 - 開校二十周年式典挙行
- 平成2年
  - 4月 - 六代校長・松本忠史 着任
  - 11月 - 開校二十周年記念式典
- 平成4年12月 - ランチルーム整備工事
- 平成6年4月 - 七代校長・山下敏夫 着任
- 平成7年3月 - 温水シャワー付プール改修
- 平成8年12月 - 都学校給食優良校表彰
- 平成11年
  - 4月 - 八代校長・小山節子 着任
  - 6月 - 開校三十周年記念式典
  - 12月 - コンピュータルーム完成
- 平成12年11月 - 小平市研究協力校発表
- 平成13年4月 - 学校経営協力者会議設置
- 平成14年4月 - 完全学校週五日制実施 ／ 二中地区地域教育サポート ／ ネット推進事業
- 平成15年4月 - 学校給食推進事業 ／ 地域連携推進事業 ／ 人権教育総合推進地域事業
- 平成16年4月 - 九代校長・阪本伸一 着任 ／ 耐震補強工事完了
- 平成17年4月 - 小平市研究推進校 ／ 学校飼育動物モデル校事業
- 平成18年10月 - 小平市研究協力校発表
- 平成19年4月 - 小学校英語活動等国際教育 ／ 教育推進事業拠点校
- 平成20年10月 - 十代校長・宮沢真仁 着任
- 平成22年
  - 2月 - 開校四十周年記念式典挙行
  - 4月 - 地デジ対応テレビ設置 ／ 教員1人1台パソコン配布
- 平成23年4月 - よつば学級（通級学級）開設
- 平成24年
  - 2月 - 十一代校長・熊井久乃 着任
  - 3月 - 焼釜改修工事（電気窯）
- 平成25年
  - 4月 - 空調設備設置工事完了
- 平成26年4月 - オリ・パラ教育推進校指定
- 平成27年4月 - オリ・パラ教育研究開発校
- 平成28年4月 - オリ・パラ教育推進校指定
- 平成29年4月 - オリ・パラ教育推進校指定
- 令和元年
  - 9月 - 開校五十周年記念バルーンリース事業
  - 10月 - 開校五十周年記念式典　祝賀会
- 令和3年4月 - 十二代校長・長澤 力 着任
- 令和5年4月 - 十三代校長・深野義法 着任

## 部活動一覧
- 手芸部
- 球技部
- 科学部
- 絵画・工作部
- バドミントン部
- 卓球部
- パソコン部
- バスケ部
- 器楽部
- 室内遊び部
- 作家・研究部